# Podnoszenie ciężarów na Letnich Igrzyskach Olimpijskich Młodzieży 2010 – kategoria poniżej 48 kilogramów dziewcząt
Zawody dziewcząt w kategorii poniżej 48 kilogramów w podnoszeniu ciężarów na Letnich Igrzyskach Olimpijskich Młodzieży 2010 odbyły się 15 sierpnia w Toa Payoh Sports Hall w Singapurze.

## Wyniki
| Rk | Zawodniczka           | Grupa | Waga ciała | Rwanie (kg) | Rwanie (kg) | Rwanie (kg) | Rwanie (kg) | Podnoszenie (kg) | Podnoszenie (kg) | Podnoszenie (kg) | Podnoszenie (kg) | Razem (kg) |
| Rk | Zawodniczka           | Grupa | Waga ciała | 1           | 2           | 3           | Res         | 1                | 2                | 3                | Res              | Razem (kg) |
| -- | --------------------- | ----- | ---------- | ----------- | ----------- | ----------- | ----------- | ---------------- | ---------------- | ---------------- | ---------------- | ---------- |
|    | Tian Yuan             | A     | 47.82      | 75          | 80          | 85          | 85          | 95               | 100              | 105              | 105              | 190        |
|    | Sirivimon Pramongkhol | A     | 47.04      | 65          | 68          | 70          | 68          | 89               | 95               | 100              | 95               | 163        |
|    | Génesis Rodríguez     | A     | 47.57      | 67          | 70          | 71          | 71          | 81               | 83               | 87               | 83               | 154        |
| 4  | Nguyễn Thị Hồng       | A     | 45.82      | 65          | 70          | 70          | 70          | 75               | 81               | 87               | 81               | 151        |
| 5  | Santoshi Matsa        | A     | 47.84      | 62          | 62          | 65          | 65          | 80               | 85               | 85               | 85               | 150        |
| 6  | Atenery Hernández     | A     | 47.93      | 60          | 63          | 65          | 63          | 73               | 76               | 78               | 76               | 139        |
| 7  | Kay Khine Khine       | A     | 45.33      | 50          | 55          | 58          | 55          | 65               | 70               | 70               | 65               | 120        |
| 8  | Lilla Berki           | A     | 46.03      | 40          | 43          | 46          | 46          | 53               | 57               | 60               | 57               | 103        |